# Johannes Gabriel Granö
Johannes Gabriel Granö, född 14 mars 1882 i Lappo, död 23 februari 1956 i Helsingfors, var en finländsk geograf.
Granö blev student 1900 samt filosofie licentiat och docent i geografi 1911, företog flera resor i Sibirien och i Mongoliet, bland annat med understöd av ett Rosenbergskt reseunderstöd 1913-16 till södra Sibiriens gränstrakter, särskilt Altaj. Han var 1919-23 professor i geografi vid universitetet i Dorpat, 1924-26 och 1945-50 vid Helsingfors universitet och 1926-45 vid Åbo universitet. Vid det sistnämnda lärosätet tjänstgjorde han åren 1932–1934 som rektor.
Granö räknades som en auktoritet i fråga om Sibiriens geologi och geografi och grundlade även den vetenskapliga hembygdsforskningen och regionalgeografin i Finland och Estland. Hans huvudarbete Reine Geographie (1929) översattes till engelska så sent som 1997. Utöver nedanstående skrifter publicerade han även uppsatser i Finsk-ugriska sällskapets "Journal" 1909 och 1910 om arkeologiska iakttagelser i Kinas nordliga gränstrakter, Sydsibirien och nordvästra Mongoliet.
Johannes Gabriel Granö var far till geografen Olavi Granö. 

## Eftermäle
Granöcentret i Tartu har sitt namn efter Granö.
Asteroiden 1451 Granö är uppkallad efter Johannes Gabriel Granö.

## Övriga skrifter i urval
- Beiträge zur Kenntnis der Eiszeit in der nordwestlichen Mongolei und einigen ihrer südsibirischen Grenzgebirge (akademisk avhandling 1910)
- Die Nordwest-Mongolei (i "Zeitschrift der Gesellschaft für Erdkunde", 1912)
- Morphologische Forschungen im östlichen Altai (ibid., 1914)
- Les formes du relief dans l'Altai russe et leur genése (i "Fennia" 1917)
- Altai I-II (1919, 1921)
- Die landschaftlischen Einheiten Estlands (1922)
- Reine Geographie (1929, finsk översättning Puhdas maantiede 1930, engelsk översättning Pure geography 1997)
- Die geographischen Gebiete Finnlands (1931)
- Mongolische Landschaften und Örtlichkeiten (1941)
- Das Formengebäude des nord-östlischen Altai (1945)